# Premio Paganini

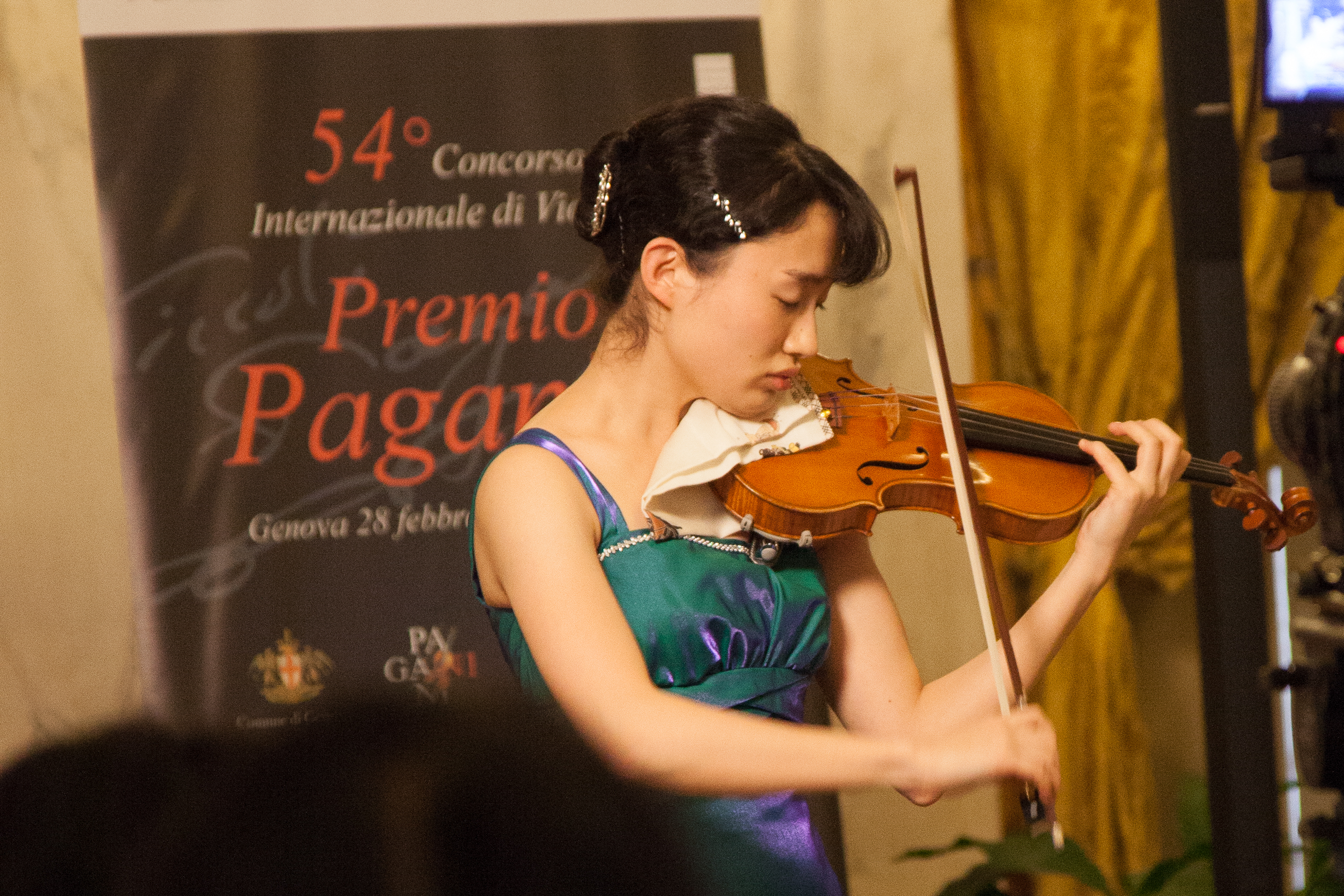
Die Violinistin Fumika Mohri bei der Vorrunde des 54. Premio Paganini 2015

Der Premio Paganini (oder Paganini Concore) ist ein internationaler Violinwettbewerb, der im Teatro Carlo Felice in Genua stattfindet und nach dem Violinvirtuosen Niccolò Paganini benannt ist. Er wurde von 1954 bis 2002 jährlich, danach bis 2010 alle zwei Jahre veranstaltet, immer in den Monaten September/Oktober. Nach einer Unterbrechung fanden die letzten beiden Austragungen 2021 und 2023 statt.
Seit 1954 bis heute haben alle Gewinner des Wettbewerbs die Ehre, Paganinis berühmte Violine Il Cannone (gebaut 1743 von Giuseppe Guarneri) bei einem Konzert in Genua zu spielen. Bis zum Jahr 2010 geschah dies am 12. Oktober im Rahmen der Festspiele zu Ehren von Christoph Kolumbus.

## Geschichte

### 1954 bis 1975
Der internationale Violinwettbewerb Premio Paganini wurde erstmals im Jahr 1954 unter der künstlerischen Leitung des Musikers und Komponisten Luigi Cortese durchgeführt. Die Ziele der Veranstalter waren, im Geburtsort Paganinis eine prestigeträchtige internationale Veranstaltung zu schaffen und junge Geigentalente zu entdecken und zu fördern. 1957 wurde der Premio Paganini Gründungsmitglied der World Federation of International Music Competitions in Genf.
Der Wettbewerb fand zunächst im Conservatorio Niccolò Paganini di Genova statt, zog aber ab 1963 aufgrund des gestiegenen Publikumsinteresses in das Teatro Margherita um, das bis zum Wiederaufbau des Teatro Carlo Felice als städtisches Opernhaus diente. Luigi Cortese war bis 1975 für 21 Jahre der künstlerische Leiter des Violinwettbewerbs. Unterstützt von Carlo Marcello Rietmann, Mario Ruminelli, Lazzaro Maria De Bernardis und Renato De Barbieri, hat Cortese wesentlich dazu beigetragen, der Veranstaltung in den 1950er und 1960er Jahren internationale Aufmerksamkeit und Anerkennung zu verschaffen.
Zu den bekannten Gewinnern des Wettbewerbs in diesem Zeitraum gehören: György Pauk und Gérard Poulet (beide 1956), Salvatore Accardo (1958), Oleh Krysa (1963), Grigori Jefimowitsch Schislin (1967) und Gidon Kremer (1969).

### 1976 bis 1987
1976 wurde der Dirigent Alberto Erede neuer künstlerischer Leiter des Premio Paganini und der Schweizer Komponist André-François Marescotti, gleichzeitig der Präsident der World Federation of International Music Competitions, wurde Vorsitzender und lange Zeit Mitglied der Wettbewerbsjury. Dirigent des Wettbewerbs war ab 1985 Paolo Peloso, der diese Aufgabe bis 1999 wahrnahm. Ab 1982 war der Wettbewerb auch für die Öffentlichkeit zugänglich und fand ein immer zahlreicher werdendes Publikum.
Zu den bekannten Geigern dieses Zeitraums gehören: Lenuta Ciulei-Atanasiu (Gewinner 1976), Ilja Grubert (Gewinner 1977), Wadim Brodsky (2. Preis 1984) und Lü Siqing (1. Preis 1987). Bemerkenswert ist, das der 1. Preis des Premio Paganini in diesem Zeitraum fünf Mal nicht vergeben wurde.

### 1988 bis 2002
Von 1988 bis 2002 war der Musiker und Komponist Giorgio Ferrari künstlerischer Leiter des Wettbewerbs und Giulio Terracini ersetzte Lazzaro Maria De Bernardis als Präsident. Später, im Jahr 1990, wurde diese Position mit Vittorio Sirotti besetzt. Ab 1992 fand der Wettbewerb seine neue Heimat im wiederhergestellten Teatro Carlo Felice. Bemerkenswert in diesem Zeitraum ist das sinkende Alter der Wettbewerbsteilnehmer. So erhielt 1999 die sechzehnjährige Japanerin Sayaka Shoji den ersten Preis des Wettbewerbes.
Gewinner in diesem Zeitraum waren u. a. Leonidas Kavakos (1988), Natalia Prischepenko (1990), Massimo Quarta (1991), Julia Krasko (1992), Isabelle Faust (1993), Bin Huang (1994), Giovanni Angeleri (1997) und Ilya Gringolts (1998).

### 2004 bis heute
Nach 2002 wurde der Wettbewerb bis 2010 nur noch alle zwei Jahre veranstaltet. 2004 und 2006 hatte Cesare Mazzonis die künstlerische Leitung. 2008 übernahm eine Stiftung des Teatro Carlo Felice die Organisation und Durchführung des Wettbewerbs. Cristina Ferrari, künstlerische Leiterin des Teatro Carlo Felice, wurde zur künstlerischen Leiterin des Premio Paganini ernannt. Der russische Geiger Zakhar Bron war 2008 und 2010 Vorsitzender der internationalen Jury.
Der 54. Wettbewerb fand nach einer längeren Pause erst im Februar und März 2015 statt. Die künstlerische Leitung wurde von Fabio Luisi übernommen. Als Neuerung war eine internationale Vorauswahl der Teilnehmer eingeführt worden, die im Oktober und November 2014 in Genua, New York, Wien und Tokio stattfand. Seitdem ist ein dreijähriger Turnus vorgesehen.
Der 55. Wettbewerb fand im April 2018 statt Die internationale Vorauswahl war im Vorjahr in den Städten New York, Wien, Gouangzhou, Moskau und Genua durchgeführt worden. Zwei Monate vor dem Beginn des Wettbewerbs in Genua trat Fabio Luisi als künstlerischer Leiter wegen Meinungsverschiedenheiten über die Besetzung der Jury zurück und protestierte gegen die Einmischung der Kulturbeauftragten der Stadt, Elisa Serafini. Für Luisi sprang Giuseppe Acquaviva als künstlerischer Leiter des Wettbewerbs ein.
Im Zeitraum 2004 bis 2010 wurde der 1. Preis nur einmal vergeben: im Jahr 2006 an den chinesischen Geiger Feng Ning, dem auch zwei Sonderpreise zuerkannt wurden. Herausragend war auch der Erfolg der deutsch-japanischen Geigerin Yuki Manuela Janke im Jahr 2004, die nicht nur als beste Teilnehmerin den 2. Preis erringen konnte, sondern auch drei Sonderpreise erhielt (nur der Sonderpreis für den jüngsten Finalisten ging an eine jüngere Bewerberin). Im Jahr 2015 gewann der Südkoreaner In Mo Yang den Wettbewerb und drei Sonderpreise. Im Jahr 2018 errang Kevin Zhu aus den USA ebenfalls den 1. Preis und drei Sonderpreise.

## Ablauf

### Teilnahme
Die Teilnahme am Premio Paganini ist für Geiger und Geigerinnen aller Nationen im Alter zwischen 14 und 30 Jahren (Stand 2018) nach persönlicher Bewerbung möglich. Seit 2015 müssen die Bewerber eine Vorauswahl durchlaufen, die an verschiedenen Orten durchgeführt wird. Im September und Oktober 2017 lief diese Sichtung für den Wettbewerb 2018 etappenweise in den Städten New York, Wien, Gouangzhou, Moskau und Genua. Die Zahl der Teilnehmer des anschließenden Wettbewerbs in Genua wurde jeweils auf maximal 32 begrenzt.

### Wettbewerbsrunden
Nach den internationalen Vorausscheidungen werden die Preisträger in Genua in drei Wettbewerbsrunden (Vorrunde, Halbfinale und Finale) ermittelt.
In der Vorrunde besteht das zu spielende Repertoire seit 2015 aus zwei Stücken aus den Sonaten und Partiten für Violine solo von Johann Sebastian Bach sowie drei Capricci aus Paganinis 24 Capricci op. 1 für Solovioline. Im Halbfinale müssen die Teilnehmer Werke für Violine mit Klavierbegleitung und weitere Capricci von Paganini vortragen (im Jahr 2015 waren es zwei, im Jahr 2018 drei weitere Capricci), außerdem ein zeitgenössisches Solostück, das speziell für den Wettbewerb komponiert wurde. In der Finalrunde müssen zwei Violinkonzerte mit Orchesterbegleitung interpretiert werden; eines der beiden Violinkonzerte stammt immer von Paganini.

### Jury
Der Wettbewerb hat acht Jurymitglieder. Es handelt sich bei allen Jurymitgliedern um anerkannte Musiker. In der Regel sind es Violinisten, manchmal auch Komponisten oder Dirigenten.

## Preise

### Reguläre Preise
Die aktuellen Regelungen (2018) sehen drei Preise vor: Der 1. Preis ist der Premio Paganini. Er ist derzeit mit 20.000 Euro dotiert. Der 2. Preis mit 10.000 Euro dotiert, der 3. Preis mit 5.000 Euro. Der 1. Preis ist nicht teilbar und wird auch nur bei Erreichen einer Mindestpunktzahl aufgrund der Bewertung durch die Jury vergeben; dasselbe gilt für den 2. Preis. Der 3. Preis wird in jedem Fall vergeben, gegebenenfalls an mehrere Bewerber mit gleicher Punktzahl. Alle weiteren Finalisten werden mit einer Zahlung von 1.500 Euro honoriert. Wenn der Premio Paganini einem Bewerber zuerkannt wird, ist dieser der Gewinner des Wettbewerbs. Der Gewinner erhält außer dem Preis auch die Möglichkeit, ein Konzert in Genua auf Paganinis Geige Il Cannone zu geben, und wird zu zahlreichen Musikfestivals eingeladen.
Bei vielen früheren Wettbewerben wurden 6 gestufte Preise vergeben (1. Preis bis 6. Preis). In den Jahren 1969 und 1974 gab es sogar einen 7. Preis. Beim ersten Wettbewerb (1954) wurde jedoch kein Preis vergeben. Im nächsten Jahr wurde nur der 3. Preis und zweimal der 4. Preis vergeben, beim dritten Wettbewerb (1956) zweimal ein 1. Preis und zweimal ein 4. Preis. Bei allen folgenden Austragungen wurde immer mindestens ein 2. Preis vergeben. Seit 2006 werden nur noch drei reguläre Preise ausgeschrieben, alle Finalisten erhalten jedoch eine Prämie. Weitere Details siehe unten in der Liste der Preisträger.

### Sonderpreise
1989 wurde erstmals ein Sonderpreis verliehen, der Preis für den jüngsten Finalisten. Seitdem hat die Zahl der zusätzlichen Auszeichnungen zugenommen. Im Jahr 2018 waren sechs Sonderpreise ausgeschrieben:
- Preis zur Erinnerung an Stefano Fiorilla, dotiert mit 5000 Euro, für die beste Interpretation von Paganinis Capricci im Halbfinale
- Preis in Erinnerung an Dr. Enrico Costa, dotiert mit 3000 Euro, vergeben von der Familie Costa an den jüngsten Finalisten
- Preis der Association Amici di Paganini, dotiert mit 2000 Euro, für den besten italienischen Teilnehmer
- Preis in Erinnerung an Mario Ruminelli, dotiert mit 1600 Euro, vergeben von der Familie Ruminelli für die beste Darbietung eines Finalisten aus Sicht des Publikums
- Preis der Associazione Culturale Musica con le Ali, dotiert mit 1500 Euro, für die beste Interpretation des zeitgenössischen Violinwerks 
 (der Sponsor dieses Preises war zuvor die Associazione Amici Nuovo Carlo Felice[11] bzw. im Jahr 2015 die Associazione Amici del Carlo Felice e del Conservatorio N. Paganini)[9]
- Preis in Erinnerung an Renato und Mariangiola De Barbieri, dotiert mit 1000 Euro, vergeben von der Associazione Renato e Mariangiola De Barbieri für die beste Interpretation eines Violinkonzerts von Paganini im Finale

## Bisherige Preisträger

### 1954 bis 1959
1. Wettbewerb – 1954
- nicht vergeben

2. Wettbewerb – 1955
- 1. Preis: nicht vergeben
- 2. Preis: nicht vergeben
- 3. Preis: Luciano Vicari ( Italien)
- 4. Preis: Liliane Beretti (Lilia Francini Beretti) ( Frankreich) und Jean Louis Stuurop ( Niederlande)

3. Wettbewerb – 1956
- 1. Preis: György Pauk ( Ungarn) und Gerard Poulet ( Frankreich)
- 2. Preis: nicht vergeben
- 3. Preis: nicht vergeben
- 4. Preis: Carmencita Lozada ( Philippinen), Luciano Vicari ( Italien) und Jean-Pierre Wallez ( Frankreich)

4. Wettbewerb – 1957
- 1. Preis: nicht vergeben
- 2. Preis: Salvatore Accardo ( Italien) und Pierre Doukan ( Frankreich)
- 4. Preis: Jean-Pierre Wallez ( Frankreich)
- 5. Preis: nicht vergeben
- 6. Preis: nicht vergeben

5. Wettbewerb – 1958

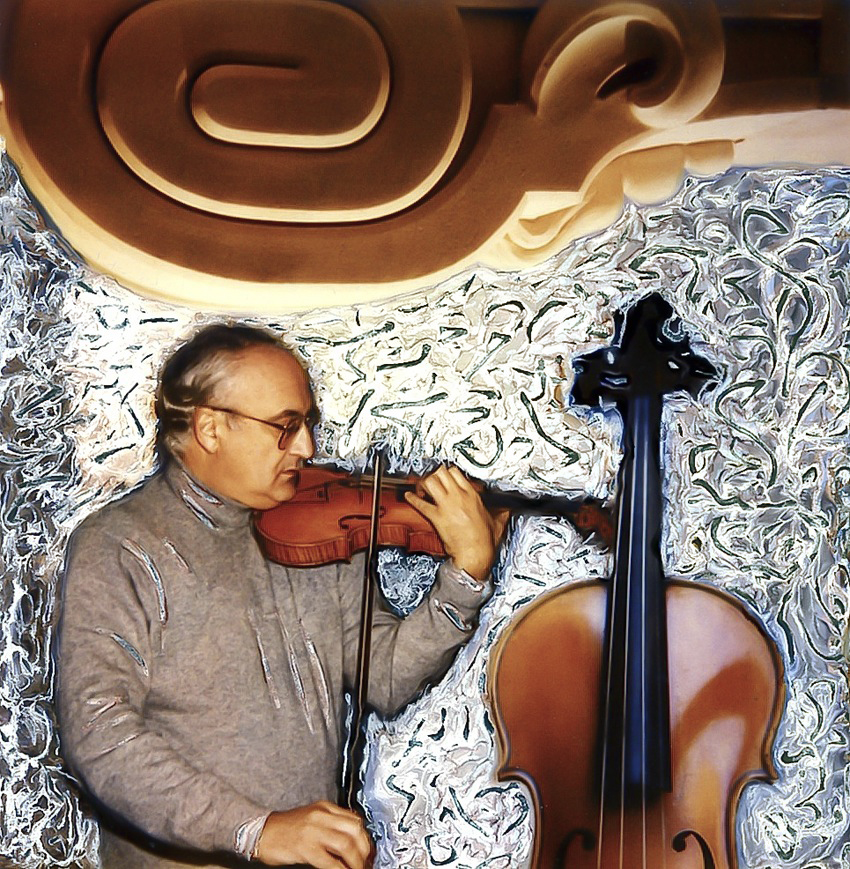
Salvatore Accardo (1995)

- 1. Preis: Salvatore Accardo ( Italien)
- 2. Preis: Jean-Pierre Wallez ( Frankreich)
- 3. Preis: nicht vergeben
- 4. Preis: nicht vergeben
- 5. Preis: nicht vergeben
- 6. Preis: nicht vergeben

6. Wettbewerb – 1959
- 1. Preis: Stuart Canin ( Vereinigte Staaten)
- 2. Preis: Saschko Gawriloff ( Deutschland)
- 3. Preis: Liliane Caillon ( Frankreich)
- 4. Preis: Catherine Courtois ( Frankreich)
- 5. Preis: Eleonora Dell’Aquila ( Italien)
- 6. Preis: Johannes Brüning ( Deutschland)

### 1960 bis 1969
7. Wettbewerb – 1960
- 1. Preis: nicht vergeben
- 2. Preis: Jean-Pierre Wallez ( Frankreich) und Yossef Zivoni ( Israel)
- 4. Preis: Gigino Maestri ( Italien)
- 5. Preis: nicht vergeben
- 6. Preis: Josef Sivo ( Österreich)

8. Wettbewerb – 1961
- 1. Preis: Emil Kamilarov ( Bulgarien)
- 2. Preis: Elaine Skorodin ( Vereinigte Staaten) und Carmencita Lozada ( Philippinen)
- 4. Preis: Bice Antonioni ( Italien) und Paulette Bedin ( Frankreich)
- 6. Preis: nicht vergeben

9. Wettbewerb – 1962
- 1. Preis: Maryvonne Le Dizès ( Frankreich)
- 2. Preis: Etsuko Hirose ( Japan)
- 3. Preis: Liliane Caillon ( Frankreich)
- 4. Preis: Marilyn Dubow ( Vereinigte Staaten)
- 5. Preis: nicht vergeben
- 6. Preis: nicht vergeben

10. Wettbewerb – 1963
- 1. Preis: Oleh Krysa ( Sowjetunion)
- 2. Preis: Valentin Zuk ( Sowjetunion)
- 3. Preis: Shizuko Ishii ( Japan)
- 4. Preis: Paul Zukofsky ( Vereinigte Staaten)
- 5. Preis: Diana Cummings ( Vereinigtes Königreich)
- 6. Preis: Igor Politkovsky ( Sowjetunion)

11. Wettbewerb – 1964

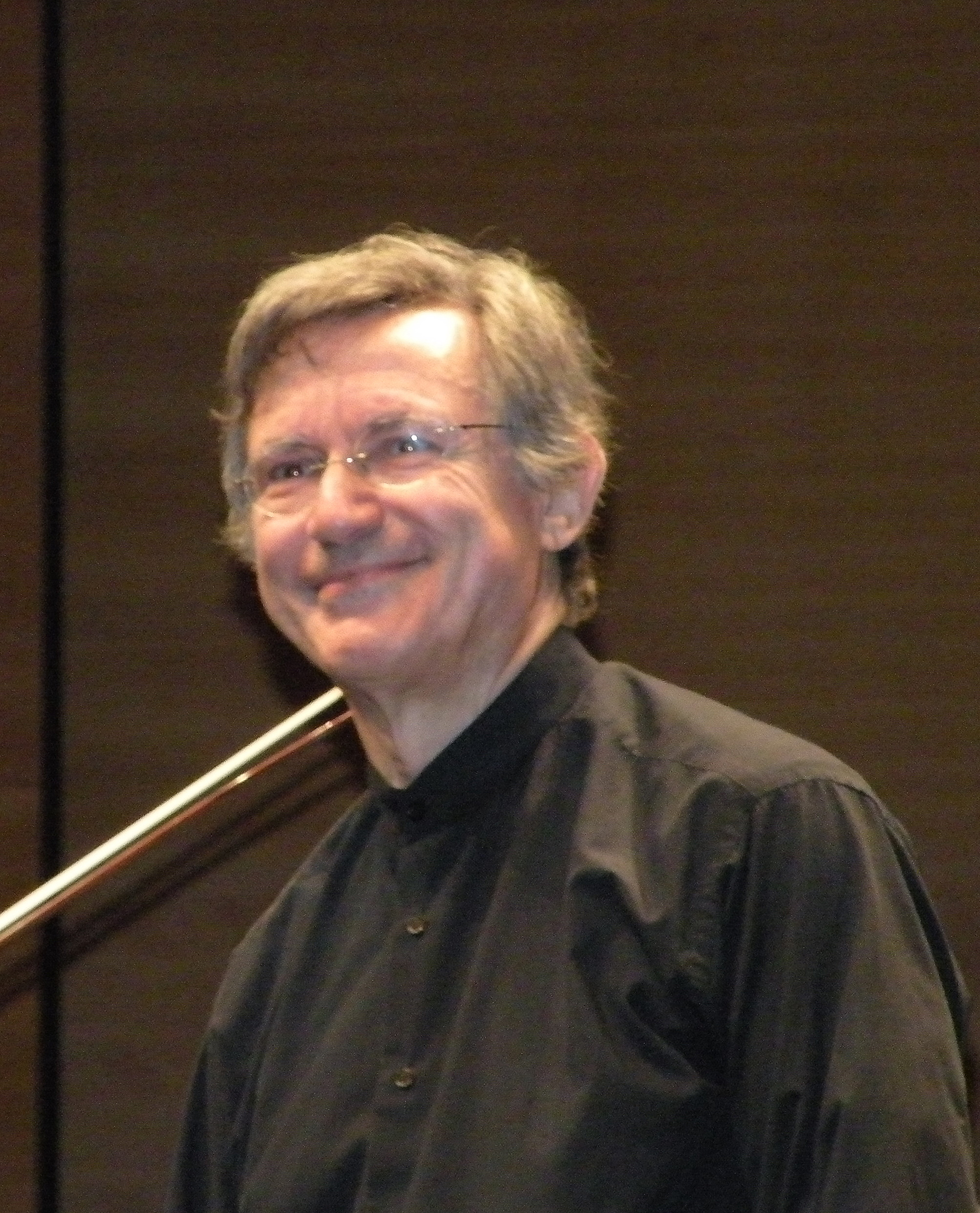
J.-J. Kantorow (2009)

- 1. Preis: Jean-Jacques Kantorow ( Frankreich)
- 2. Preis: Pierre Amoyal ( Frankreich) and Yoko Kubo ( Japan)
- 4. Preis: Hisako Tokue ( Japan) and Tomotada Soh ( Japan)
- 6. Preis: Antoine Goulard ( Frankreich)

12. Wettbewerb – 1965
- 1. Preis: Wiktor Alexandrowitsch Pikaisen ( Sowjetunion)
- 2. Preis: Philippe Hirschhorn ( Sowjetunion)
- 3. Preis: Andrei Korsakov ( Sowjetunion)
- 4. Preis: Yoko Kubo ( Japan)
- 5. Preis: Elisabeth Balmas ( Frankreich), Joshua Epstein ( Israel) und Jacques Israelievitch ( Frankreich)

13. Wettbewerb – 1966
- 1. Preis: nicht vergeben
- 2. Preis: Robert Menga ( Vereinigte Staaten)
- 3. Preis: Isako Shinozaki ( Japan)
- 4. Preis: nicht vergeben
- 5. Preis: Nicolai Marangosof ( Bulgarien) und Kineko Okumura ( Japan)

14. Wettbewerb – 1967
- 1. Preis: Grigori Jefimowitsch Schislin ( Sowjetunion)
- 2. Preis: Vladimir Spivakov ( Sowjetunion)
- 3. Preis: Patrice Fontanarosa ( Frankreich)
- 4. Preis: Petar Delcev ( Bulgarien)
- 5. Preis: Sergio Diacenko ( Sowjetunion)
- 6. Preis: Mikhail Gantvarg ( Sowjetunion)

15. Wettbewerb – 1968
- 1. Preis: Miriam Fried ( Israel)
- 2. Preis: Hamao Fujiwara ( Japan)
- 3. Preis: Gabriella Ijac ( Rumänien)
- 4. Preis: Petar Delcev ( Bulgarien)
- 5. Preis: Masako Yanagita ( Japan)
- 6. Preis: Emmanuel Krivine ( Frankreich)

16. Wettbewerb – 1969
- 1. Preis: Gidon Kremer ( Sowjetunion)

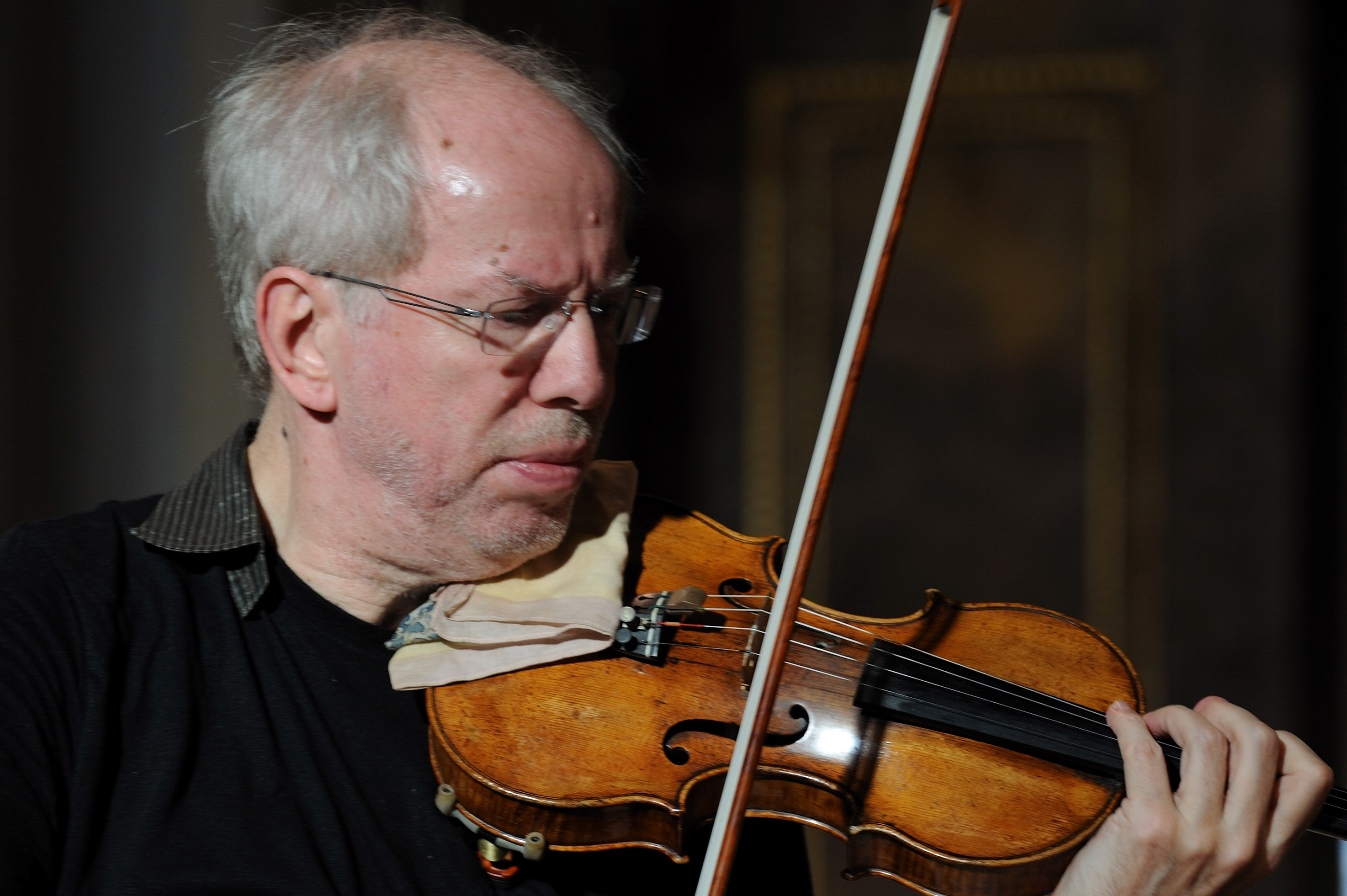
Gidon Kremer (2008)

- 2. Preis: Kathleen Lenski ( Vereinigte Staaten)
- 3. Preis: Joshua Epstein ( Israel)
- 4. Preis: Isidora Schwarzberg ( Sowjetunion)
- 5. Preis: Sergey Kravchenko ( Sowjetunion)
- 6. Preis: Josef Rissin ( Sowjetunion)
- 7. Preis: Adam Korniszewski ( Polen)

### 1970 bis 1979
17. Wettbewerb – 1970
- 1. Preis: nicht vergeben
- 2. Preis: Mintcho Mintchev ( Bulgarien)
- 3. Preis: Thomas Goldschmidt Egel (Germany) und Michał Grabarczyk ( Polen)
- 5. Preis: Adam Korniszewski ( Polen)
- 6. Preis: Keiko Wataya ( Japan)

18. Wettbewerb – 1971
- 1. Preis: Mose Sekler ( Sowjetunion)
- 2. Preis: Bohodar Kotorowytsch ( Sowjetunion)
- 3. Preis: Roswitha Randacher ( Österreich)
- 4. Preis: Tadeusz Gadzina ( Polen)
- 5. Preis: Elvira Nakipbecova ( Sowjetunion)
- 6. Preis: Maria Balint ( Ungarn)

19. Wettbewerb – 1972
- 1. Preis: Eugene Fodor ( Vereinigte Staaten)
- 2. Preis: Yoko Sato ( Japan)
- 3. Preis: Gerardo Ribeiro ( Portugal)
- 4. Preis: Georgi Tilev ( Bulgarien)
- 5. Preis: Teresa Glabowna ( Polen)
- 6. Preis: nicht vergeben

20. Wettbewerb – 1973
- 1. Preis: Alexander Kramarov ( Sowjetunion)
- 2. Preis: Yuval Yaron ( Israel)
- 3. Preis: Vania Milanova ( Bulgarien)
- 4. Preis: Sungil Lee ( Südkorea)
- 5. Preis: Giuliano Carmignola ( Italien) und Stefan Stalanowski ( Polen)

21. Wettbewerb – 1974
- 1. Preis: nicht vergeben
- 2. Preis: Lynn Chang ( Vereinigte Staaten) und Eugen Sârbu ( Rumänien)
- 4. Preis: Rasma Lielmane ( Mexiko)
- 5. Preis: Josif Rissin ( Israel)
- 6. Preis: Jean-Claude Velin ( Frankreich)
- 7. Preis: Marie-France Pouillot ( Frankreich)

22. Wettbewerb – 1975
- 1. Preis: Yuri Korchinski ( Sowjetunion)
- 2. Preis: Petru Csaba ( Rumänien)
- 3. Preis: nicht vergeben
- 4. Preis: nicht vergeben
- 5. Preis: nicht vergeben
- 6. Preis: Mark Fornaciari ( Italien) und Anna Aleksandra Wodka ( Polen)

23. Wettbewerb – 1976
- 1. Preis: Lenuţa Ciulei ( Rumänien)
- 2. Preis: Karen Eley ( Vereinigte Staaten)
- 3. Preis: Vladimir Nemţeanu ( Rumänien)
- 4. Preis: Fudeko Takahashi ( Japan)
- 5. Preis: Joanna Madroszkiewicz ( Polen)
- 6. Preis: nicht vergeben

24. Wettbewerb – 1977
- 1. Preis: Ilja Grubert ( Sowjetunion)
- 2. Preis: Sachiko Nakajima ( Japan)
- 3. Preis: Yumi Mohri ( Japan)
- 4. Preis: Edward Zienkowski ( Polen)
- 5. Preis: Alexei Bruni ( Sowjetunion)
- 6. Preis: Ola Rudner ( Schweden)

25. Wettbewerb – 1978
- 1. Preis: Eugen Sârbu ( Rumänien)
- 2. Preis: Karen Eley ( Vereinigte Staaten) und Piotr Milewski ( Polen)
- 4. Preis: Takashi Shimitzu ( Japan)
- 5. Preis: Berthilde Dufour ( Frankreich)
- 6. Preis: Daniel Stabrawa ( Polen)

26. Wettbewerb – 1979
- 1. Preis: Florin Paul ( Rumänien)
- 2. Preis: Yuriko Naganuma ( Japan)
- 3. Preis: Alexis Galperine ( Frankreich)
- 4. Preis: Mariko Senju ( Japan)
- 5. Preis: Rodolfo Bonucci ( Italien)
- 6. Preis: nicht vergeben

### 1980 bis 1989
27. Wettbewerb – 1980
- 1. Preis: nicht vergeben
- 2. Preis: Niculae Tudor ( Rumänien)
- 3. Preis: Sonig Tchakerian ( Italien)
- 4. Preis: Eduard Wulfson ( Lettland)
- 5. Preis: Mitsuko Ishii ( Japan)
- 6. Preis: Daniel Stabrawa ( Polen) und Walter Bertrand ( Frankreich)

28. Wettbewerb – 1981
- 1. Preis: Ilja Kaler ( Sowjetunion)
- 2. Preis: Leonid Sorokov ( Sowjetunion)
- 3. Preis: Frank Almond ( Vereinigte Staaten)
- 4. Preis: Kuniko Nagata ( Japan)
- 5. Preis: Mircea Călin ( Rumänien)
- 6. Preis: Francine Trachier ( Frankreich)

29. Wettbewerb – 1982
- 1. Preis: nicht vergeben
- 2. Preis: Alexander Markov ( Vereinigte Staaten) und Boris Garlitsky ( Sowjetunion)
- 3. Preis: Sonoko Numata ( Japan)
- 4. Preis: Philippe Djokic ( Frankreich /  Vereinigte Staaten), Maxim Fedotov ( Sowjetunion) und Hiroko Suzuki ( Japan)

30. Wettbewerb – 1983
- 1. Preis: nicht vergeben
- 2. Preis: Laurent Korcia ( Frankreich)
- 3. Preis: Sung-Sic Yang ( Südkorea)
- 4. Preis: Reiko Watanabe ( Japan)
- 5. Preis: Boris Schmitz ( Deutschland)
- 6. Preis: Soon-Ik Lee ( Südkorea) und Kazimierz Olechowski ( Polen)

31. Wettbewerb – 1984
- 1. Preis: nicht vergeben
- 2. Preis: Wadim Brodsky ( Sowjetunion)
- 3. Preis: Reiko Watanabe ( Japan)
- 4. Preis: Elisa Kawaguti ( Japan)
- 5. Preis: Stéphane Tran Ngoc ( Frankreich)
- 6. Preis: nicht vergeben

32. Wettbewerb – 1985
- 1. Preis: Dmitri Berlinsky  ( Sowjetunion)
- 2. Preis: Mark Moghilevski ( Sowjetunion)
- 3. Preis: Gabriel Croitoru ( Rumänien)
- 4. Preis: Anguelina Abadjieva ( Bulgarien) and Anton Kholodenko ( Sowjetunion)
- 6. Preis: Thomas Böttcher ( Deutsche Demokratische Republik)

33. Wettbewerb – 1986
- 1. Preis: nicht vergeben
- 2. Preis: Reiko Watanabe ( Japan)
- 3. Preis: Yuri Braginski ( Belgien)
- 4. Preis: Andreas Krecher ( Deutschland)
- 5. Preis: Akiko Ueda ( Japan)
- 6. Preis: Jeanne-Marie Conquer ( Frankreich)

34. Wettbewerb – 1987
- 1. Preis: Lü Siqing ( Volksrepublik China)
- 2. Preis: Pavel Berman ( Sowjetunion)
- 3. Preis: Alexei Koshvanets ( Sowjetunion)
- 4. Preis: Adam Taubic ( Polen) und Vincenzo Bolognese ( Italien)
- 6. Preis: Viktor Kuznetsov ( Sowjetunion)

35. Wettbewerb – 1988

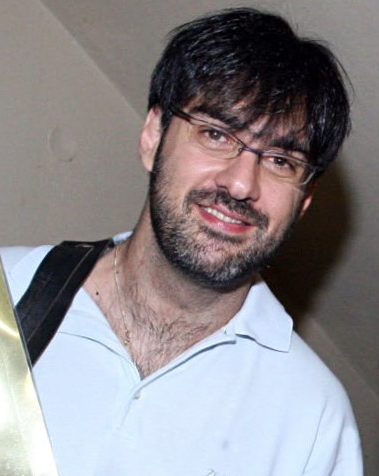
L. Kavakos (2008)

- 1. Preis: Leonidas Kavakos ( Griechenland)
- 2. Preis: Akiko Suwanai ( Japan)
- 3. Preis: Eijin Nimura ( Japan)
- 4. Preis: Gabriele Pieranunzi ( Italien)
- 5. Preis: Pavel Pekarski ( Vereinigte Staaten)
- 6. Preis: Ara Malikian ( Libanon /  Spanien)

36. Wettbewerb – 1989
- 1. Preis: nicht vergeben
- 2. Preis: Vasko Vassilev ( Bulgarien)
- 3. Preis: Oleg Pokhanovski ( Sowjetunion)
- 4. Preis: Anastasia Chebotareva ( Sowjetunion)
- 5. Preis: Tomoko Kawada ( Japan)
- 6. Preis: Ilja Sekler ( Sowjetunion) and Eijin Nimura ( Japan)
- Preis in Erinnerung an Dr. Enrico Costa: Luca Fanfoni ( Italien)

### 1990 bis 1999
37. Wettbewerb – 1990
- 1. Preis: Natalia Prischepenko ( Sowjetunion)
- 2. Preis: Chin Kim ( Vereinigte Staaten)
- 3. Preis: Gabriele Pieranunzi ( Italien)
- 4. Preis: Graf Mourja ( Sowjetunion)
- 5. Preis: Roberto Cani ( Italien)
- 6. Preis: Alexander Trostianski ( Sowjetunion)
- Preis in Erinnerung an Dr. Enrico Costa: Gabriele Pieranunzi

38. Wettbewerb – 1991
- 1. Preis: Massimo Quarta ( Italien)
- 2. Preis: Florin Croitoru ( Rumänien)
- 3. Preis: Nicolas Gourbeix ( Frankreich) und Misha Keylin ( Vereinigte Staaten)
- 5. Preis: Yumi Makita ( Japan)
- 6. Preis: Ko-Woon Yang ( Südkorea)
- Preis in Erinnerung an Dr. Enrico Costa: Massimo Quarta

39. Wettbewerb – 1992
- 1. Preis: Julia Krasko ( Russland)
- 2. Preis: Michiko Kamiya ( Japan)
- 3. Preis: Eijin Nimura ( Japan)
- 4. Preis: Giovanni Angeleri ( Italien) und Karen Lee ( Vereinigte Staaten)
- 5. Preis: Ara Malikian ( Armenien)
- Preis in Erinnerung an Dr. Enrico Costa: Giovanni Angeleri

40. Wettbewerb – 1993
- 1. Preis: Isabelle Faust ( Deutschland)
- 2. Preis: Stefan Milenkovic ( Serbien)
- 3. Preis: Yuka Eguchi ( Japan)
- 4. Preis: Florin Ionescu-Galaţi ( Rumänien)
- 5. Preis: Eijin Nimura ( Japan)
- 6. Preis: Giovanni Angeleri ( Italien)
- Preis in Erinnerung an Dr. Enrico Costa: Giovanni Angeleri
- Preis in Erinnerung an Renato De Barbieri: Rachel Barton ( Vereinigte Staaten)

41. Wettbewerb – 1994
- 1. Preis: Bin Huang ( Volksrepublik China)
- 2. Preis: Eijin Nimura ( Japan)
- 3. Preis: Dmitri Makhtine ( Russland)
- 4. Preis: Stefan Milenković ( Serbien)
- 5. Preis: Giovanni Angeleri ( Italien)
- 6. Preis: Giacobbe Stevanato ( Italien)
- Preis in Erinnerung an Dr. Enrico Costa: Giovanni Angeleri
- Preis in Erinnerung an Renato De Barbieri: Bin Huang
- Preis der Associazione Amici Nuovo Carlo Felice: Aki Sunahara (Japan) und Giordan Nikolitch ( Slowenien)

42. Wettbewerb – 1995
- 1. Preis: nicht vergeben
- 2. Preis: Alexandru Tomescu ( Rumänien)
- 3. Preis: Oleg Pokhanovski ( Russland)
- 4. Preis: Leor Maltinski ( Israel)
- 5. Preis: Stefan Schramm ( Deutschland)
- 6. Preis: Antonello Manacorda ( Italien)
- Special Preis of the Giuria: Anastasia Khitruk ( Vereinigte Staaten)
- Preis in Erinnerung an Dr. Enrico Costa: Leor Maltinski
- Preis in Erinnerung an Renato De Barbieri: nicht vergeben
- Preis der Associazione Amici Nuovo Carlo Felice: Stefan Schramm

43. Wettbewerb – 1996
- 1. Preis: Soovin Kim ( Vereinigte Staaten)
- 2. Preis: Andrew Haveron ( Vereinigtes Königreich)
- 3. Preis: Ju-Young Baek ( Südkorea)
- 4. Preis: Sergei Levitin ( Russland)
- 5. Preis: Florin Croitoru ( Rumänien)
- 6. Preis: Jasmine Lin ( Vereinigte Staaten)
- Preis in Erinnerung an Dr. Enrico Costa: Soovin Kim
- Preis in Erinnerung an Renato De Barbieri: Sergei Levitin
- Preis der Associazione Amici Nuovo Carlo Felice: Andrew Haveron

44. Wettbewerb – 1997
- 1. Preis: Giovanni Angeleri ( Italien)
- 2. Preis: Rodion Petrov ( Russland)
- 3. Preis: Judith Ingolfsson ( Island)
- 4. Preis: Kyoko Yonemoto ( Japan)
- 5. Preis: Hanako Uesato ( Japan)
- 6. Preis: Maki Nagata ( Japan)
- Preis in Erinnerung an Dr. Enrico Costa: Kyoko Yonemoto
- Preis in Erinnerung an Renato De Barbieri: Rodion Petrov
- Preis der Associazione Amici Nuovo Carlo Felice: Laura Andriani ( Italien)

45. Wettbewerb – 1998
- 1. Preis: Ilya Gringolts ( Russland)
- 2. Preis: Baiba Skride ( Lettland)
- 3. Preis: Takako Yamasaki ( Japan)
- 4. Preis: Michael Vitenson ( Israel)
- 5. Preis: Anton Polezhayev ( Vereinigte Staaten)
- 6. Preis: Maki Itoi ( Japan)
- Preis in Erinnerung an Dr. Enrico Costa: Ilya Gringolts
- Preis in Erinnerung an Renato De Barbieri: Maciko Shimada ( Japan)
- Preis der Associazione Amici Nuovo Carlo Felice: Ilya Gringolts

46. Wettbewerb – 1999
- 1. Preis: Sayaka Shoji ( Japan)
- 2. Preis: Frank Huang ( Volksrepublik China)
- 3. Preis: Akiko Ono ( Japan)
- 4. Preis: Weiyi Wang ( Volksrepublik China)
- 5. Preis: Emil Chudnovsky ( Vereinigte Staaten)
- 6. Preis: Gabriel Adorjan ( Dänemark)
- Preis in Erinnerung an Dr. Enrico Costa: Sayaka Shoji
- Preis in Erinnerung an Mario Ruminelli: Sayaka Shoji
- Preis der Associazione Amici Nuovo Carlo Felice: Francesco Manara ( Italien)

### 2000 bis 2008
47. Wettbewerb – 2000
- 1. Preis: Natalia Lomeiko ( Neuseeland /  Russland)
- 2. Preis: Sayako Kusaka ( Japan)
- 3. Preis: Karin Ato ( Japan) and Vadim Tchijik ( Russland)
- 5. Preis: Sophie Moser ( Deutschland)
- 6. Preis: Myroslava Ivanchenko ( Ukraine)
- Preis in Erinnerung an Dr. Enrico Costa: Sophie Moser
- Preis in Erinnerung an Renato De Barbieri: Sayako Kusaka
- Preis in Erinnerung an Mario Ruminelli: Natalia Lomeiko
- Preis der Associazione Amici Nuovo Carlo Felice: Vadim Tchijik

48. Wettbewerb – 2001
- 1. Preis: Mariusz Patyra ( Polen)
- 2. Preis: Minjae Kim ( Südkorea)
- 3. Preis: Tanja Becker-Bender ( Deutschland)
- 4. Preis: Jack Liebeck ( Vereinigtes Königreich)
- 5. Preis: A-Rah Shin ( Südkorea)
- 6. Preis: Gyula Vadászi ( Ungarn)
- Preis in Erinnerung an Dr. Enrico Costa: A-Rah Shin
- Preis in Erinnerung an Renato De Barbieri: Mariusz Patyra
- Preis in Erinnerung an Mario Ruminelli: Mariusz Patyra
- Preis der Associazione Amici Nuovo Carlo Felice: Tanja Becker-Bender

49. Wettbewerb – 2002
- 1. Preis: Mengla Huang ( Volksrepublik China)
- 2. Preis: Maxim Brylinski ( Ukraine)
- 3. Preis: Daniel Röhn ( Deutschland /  Schweden)
- 4. Preis: Emil Chudnovski ( Vereinigte Staaten) und Giulio Plotino ( Italien)
- 6. Preis: Kyoko Une ( Japan)
- Preis in Erinnerung an Dr. Enrico Costa: Maxim Brylinski
- Preis in Erinnerung an Renato De Barbieri: Mengla Huang
- Preis in Erinnerung an Mario Ruminelli: Mengla Huang
- Preis der Associazione Amici Nuovo Carlo Felice: Alexis Cardenas (Venezuela)

50. Wettbewerb – 2004
- 1. Preis: nicht vergeben
- 2. Preis: Yuki Manuela Janke ( Deutschland /  Japan)
- 3. Preis: Hyun Su Shin ( Südkorea)
- 4. Preis: Dalibor Karvay ( Slowakei)
- 5. Preis: Bracha Malkin ( Vereinigte Staaten /  Israel)
- 6. Preis: Diego Tosi ( Frankreich)
- Preis in Erinnerung an Dr. Enrico Costa: Hyun Su Shin
- Preis in Erinnerung an Mario Ruminelli: Yuki Manuela Janke
- Preis in Erinnerung an Renato De Barbieri: Yuki Manuela Janke
- Preis der Associazione Amici Nuovo Carlo Felice: Yuki Manuela Janke

51. Wettbewerb – 2006
- 1. Preis: Feng Ning ( Volksrepublik China)
- 2. Preis: Yura Lee ( Südkorea)
- 3. Preis: Rika Masato ( Japan)
- Weitere Finalisten: 
 Hyun Joo Choo ( Südkorea) 
 Bo-Kyung Lee ( Südkorea) 
 Sergei Olegowitsch Malow ( Russland)
- Preis in Erinnerung an Dr. Enrico Costa: Hyun Joo Choo
- Preis in Erinnerung an Renato De Barbieri: Feng Ning
- Preis in Erinnerung an Mario Ruminelli: Sergei Olegowitsch Malow
- Preis der Associazione Amici Nuovo Carlo Felice: Feng Ning

52. Wettbewerb – 2008
- 1. Preis: nicht vergeben
- 2. Preis: Stephanie Jeong ( Vereinigte Staaten)
- 3. Preis: Sean Lee ( Vereinigte Staaten)
- Weitere Finalisten: 
 Francesca Dego ( Italien) 
 Evgeny Sviridov ( Russland)
- Preis in Erinnerung an Dr. Enrico Costa: Francesca Dego
- Preis in Erinnerung an Renato De Barbieri: Evgeny Sviridov
- Friends of Paganini Association Preis: Stephanie Jeong
- Preis in Erinnerung an Mario Ruminelli: Stephanie Jeong
- Preis der Associazione Amici Nuovo Carlo Felice: Evgeny Sviridov

### Seit 2010
53. Wettbewerb – 2010
- 1. Preis: nicht vergeben
- 2. Preis: Dami Kim ( Südkorea)
- 3. Preis: Stefan Tarara ( Deutschland)
- Weitere Finalisten: 
 Yu-Chien Tseng 曾宇謙(Taiwan) 
 Fedor Roudine ( Frankreich)
- Preis in Erinnerung an Dr. Enrico Costa: Yu-Chien Tseng 曾宇謙
- Friends of Paganini Association Preis: Yu-Chien Tseng 曾宇謙
- Preis in Erinnerung an Mario Ruminelli: Dami Kim
- Preis in Erinnerung an Renato De Barbieri: Dami Kim
- Preis der Associazione Amici Nuovo Carlo Felice: Stefan Tarara

54. Wettbewerb – 2015
- 1. Preis: In Mo Yang ( Südkorea)
- 2. Preis: Fumika Mohri ( Japan)
- 3. Preis: Albrecht Menzel ( Deutschland)
- Weitere Finalisten: 
 4. Diana Pasko ( Russland) 
 5. Elly Suh ( Vereinigte Staaten /  Südkorea) 
 6. Dainis Medjaniks ( Lettland)
- Preis in Erinnerung an Dr. Enrico Costa: In Mo Yang
- Preis in Erinnerung an Renato De Barbieri: Tan Yabing (China)
- Preis in Erinnerung an Mario Ruminelli: In Mo Yang
- Preis der Associazione Amici del Carlo Felice e del Conservatorio N. Paganini: In Mo Yang

Quelle:
55. Wettbewerb – 2018
- 1. Preis: Kevin Zhu ( Vereinigte Staaten)
- 2. Preis: Fedor Rudin ( Frankreich)
- 3. Preis: Stephen Kim ( Vereinigte Staaten)
- Weitere Finalisten: 
 4. Yiliang Jiang ( Volksrepublik China) 
 5. Oleksandr Puschkarenko ( Ukraine) 
 6. Luke Hsu ( Vereinigte Staaten)
- Preis zur Erinnerung an Stefano Fiorilla: Kevin Zhu
- Preis in Erinnerung an Dr. Enrico Costa: Kevin Zhu
- Preis in Erinnerung an Mario Ruminelli: Fedor Rudin
- Preis der Associazione Culturale Musica con le Ali: Rennosuke Fukuda
- Preis in Erinnerung an Renato und Mariangiola De Barbieri: Kevin Zhu

Quelle:
56. Wettbewerb – 2021
- 1. Preis: Giuseppe Gibboni ( Italien)
- 2. Preis: Nurie Chung ( Südkorea)
- 3. Preis: Ava Bahari ( Schweden) und Lara Boschkor ( Deutschland)
- Weitere Finalisten: 
 4. Olga Artyugina ( Russland)
 5. Louisa Staples ( Vereinigtes Königreich)
- Preis zur Erinnerung an Dr. Enrico Costa: Nurie Chung ( Südkorea)
- Preis in Erinnerung an Renato De Barbieri: Giuseppe Gibboni ( Italien)
- Preis in Erinnerung an Mario Ruminelli: Giuseppe Gibboni ( Italien)
- Preis in Erinnerung an Stefano Fiorilla: Giuseppe Gibboni ( Italien)
- Preis der Associazione Amici di Paganini: Nurie Chung ( Südkorea)

Quelle:
57. Wettbewerb – 2023
- 1. Preis: Simon Zhu ( Deutschland)
- 2. Preis: Jingzhi Zhang ( Volksrepublik China)
- 3. Preis: Qingzhu Weng ( Volksrepublik China)
- Weitere Finalisten: 
 4. Hawijch Elders ( Niederlande)
 5. Koshiro Takeuchi ( Japan)
 6. Haram Kim ( Südkorea)
- Preis in Erinnerung an Dr. Enrico Costa: Koshiro Takeuchi ( Japan)
- Preis in Erinnerung an Mario Ruminelli: Jingzhi Zhang ( Volksrepublik China)
- Preis der Associazione Amici di Paganini: Koshiro Takeuchi ( Japan)
- Preis der Fondazione Pallavicino: Simon Zhu ( Deutschland)

Quelle:

## Statistik

### Gewinner nach Nationalität
| Land                | Anzahl |
| ------------------- | ------ |
| Sowjetunion         | 11     |
| Vereinigte Staaten  | 4      |
| Volksrepublik China | 4      |
| Frankreich          | 3      |
| Italien             | 3      |
| Rumänien            | 3      |
| Bulgarien           | 2      |
| Deutschland         | 2      |
| Philippinen         | 2      |
| Russland            | 2      |
| Griechenland        | 1      |
| Ungarn              | 1      |
| Japan               | 1      |
| Israel              | 1      |
| Neuseeland          | 1      |
| Polen               | 1      |
| Südkorea            | 1      |

## Videoaufnahmen
- Paganini – Heart And Virtuosity – 51st International Violin Competition (Dokumentation), DVD 2006